# Maurice Feferman
Pour les articles homonymes, voir Feferman.
Maurice (Mordka) Feferman, né le 19 décembre 1921 à Varsovie en Pologne et mort le 10 mai 1942 à Paris, est un résistant français, membre des Bataillons de la Jeunesse du Parti communiste, intégré au deuxième détachement des FTP-MOI.

## Biographie

### Jeunesse
Il a deux ans quand ses parents fuient le régime de dictature antisémite de Pologne pour s’installer à Paris. Bon élève, attiré par le journalisme et poésie, il ne peut suivre les études qu'il souhaite et s'inscrit dans une école commerciale. Il poursuit néanmoins parallèlement ses études à l'Université ouvrière installée dans les modestes locaux de la Maison des Syndicats de la Région parisienne, au 8 avenue Mathurin-Moreau, près de la place Combat (actuellement place du Colonel-Fabien, 19e arrondissement de Paris). Il suit en particulier les cours dispensés par Georges Politzer pour la philosophie, Jean Bruhat pour l'histoire, Georges Cogniot pour la littérature.

### La Seconde Guerre mondiale
Lorsque la guerre éclate, il travaille chez Hispano-Suiza à Colombes. Il est domicilié chez ses parents, artisans fourreurs, rue Poulet (18e arrondissement de Paris). Au moment où les troupes allemandes envahissent la France, l’usine est évacuée et Maurice Feferman part en province. Il revient rapidement à Paris, pour prendre contact avec les premiers éléments de la Résistance. Arrêté le 25 septembre 1940 pour distribution de tracts et collage d’affiches et donc infraction à l'ordonnance allemande du 20 juin 1940 , il est incarcéré successivement à la prison de Fresnes, puis à la prison de la Santé pour être envoyé au camp de Pithiviers (45), d’où il s’évade.
Il constitua avec son camarade Maurice Feld, le deuxième détachement des Bataillons de la jeunesse puis intégra le deuxième détachement des FTP-MOI (détachement juif).

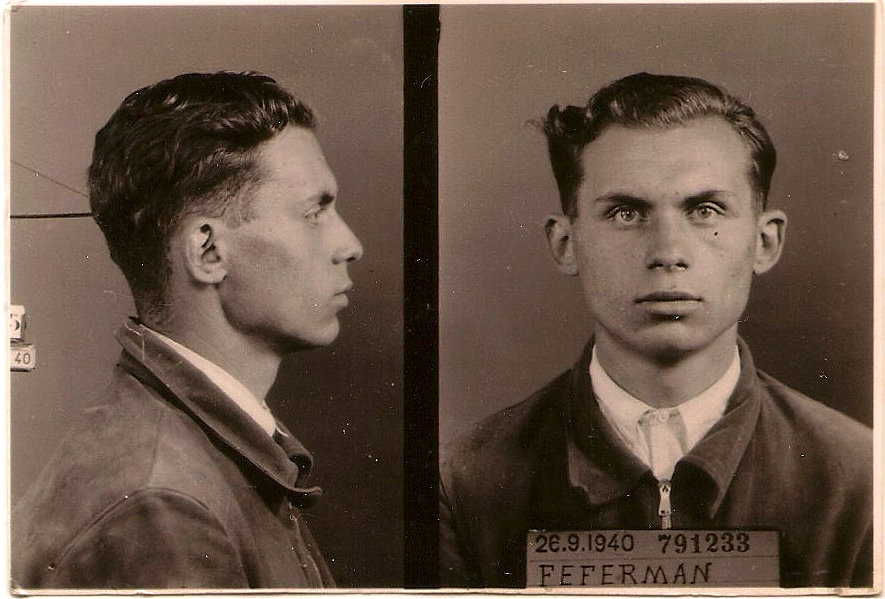
Photo anthropométrique du 26 septembre 1940

Militant très actif, plusieurs faits d’armes lui sont attribués. Ainsi, par exemple, en compagnie du jeune Pierre Georges (futur Colonel Fabien), de Samuel Tyszelman et d’Elie Wallach, il s’empare des premiers vingt-cinq kg de dynamite que se procurera la Résistance et qui serviront à la fabrication de bombes. D’autres vols d'explosifs auront lieu, par exemple en novembre 1941 dans une carrière entre Creil et Chantilly.
En décembre 1941, il participe au sabotage de câbles au croisement des routes du Bourget et de Gonesse (banlieues parisiennes).
Le 19 septembre 1941, il lance des bouteilles d’essence et des cocktails Molotov contre le garage de l’armée allemande situé au 21 boulevard Pershing (17e arrondissement de Paris).
Le 21 novembre 1941, en compagnie de Maurice Le Berre, de Pierre Georges et de Marcel Bourdarias, il lance des bombes incendiaires dans les vitrines de la librairie collaborationniste Rive gauche rue Victor-Cousin (5e arrondissement de Paris).
En compagnie de Maurice Feld, il exécute l'officier allemand Kercher, boulevard de Magenta (10e arrondissement de Paris) le 2 décembre 1941.
Il lance des explosifs contre l'hôtel Imperator au 70 rue Beaubourg (3e arrondissement de Paris), le 14 décembre 1941.
Le 3 janvier 1942, il échange plusieurs coups de feu dans une permanence du Rassemblement national populaire (RNP) de Marcel Déat, 11 rue de la Procession (15e arrondissement de Paris).
Toujours en janvier 1942, il lance une bombe contre le cinéma Delta où était projeté le film antisémite Le Juif Süss.

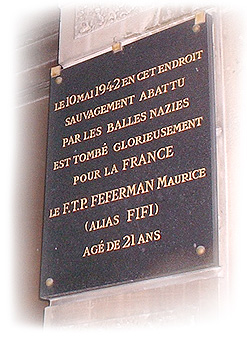
Plaque commémorative à la Rue des Petites-Écuries (Paris)

Le 9 mai 1942, vers 18h40 au square Montholon (9e arrondissement de Paris), Maurice Feferman et Maurice Feld, sur le point d'être arrêtés par les inspecteurs Gaston Barrachin et Pontet, des Brigades spéciales (1re section de la BS 2), qui les filaient depuis des mois, ripostent par des coups de feu au moment d’être appréhendés. Maurice Feld est blessé à la jambe, il est immédiatement arrêté et sera fusillé le 22 août 1942, il avait 17 ans. Sa mère sera internée aux Tourelles, son père à Châteaubriant. Les deux seront déportés.
Maurice Feferman est grièvement blessé mais il réussit à prendre la fuite. Les policiers (aidés par des passants) le rattrapent rue des Petites-Écuries (10e arrondissement de Paris). Réalisant qu'il ne peut leur échapper, il avale un cachet de cyanure en criant « Vive le communisme ! Vive la France ! » et il se tire la dernière balle de son pistolet 6,35 mm dans la tête, pour ne pas se livrer. Transporté à l'hôtel-Dieu, il y mourra le lendemain matin. Il est enterré au cimetière de Bagneux (92).

## Distinctions
« Mort pour la France », il sera décoré à titre posthume de la médaille militaire, de la médaille de la Résistance et de la croix de guerre.

## Hommages
Deux plaques commémoratives sont visibles au 58 rue des Petites-Écuries (10e arrondissement de Paris) et au 12 rue Poulet (18e arrondissement de Paris).

## Filmographie
La Traque de l’Affiche Rouge (2007), documentaire de Jorge Amat avec Denis Peschanski.
Extrait de Paris-Fantômes (2002), un film de Ruth Zylberman sur les plaques commémoratives de Paris.